# الدعيرة (ذمار)
الدعيره هي إحدى قرى الجمهورية اليمنية. وهي تتبع جغرافيًا لمحافظة ذمار. وإداريًا لمديرية ميفعة عنس. يبلغ تعداد سكانها 1493 نسمة حسب الإحصاء الذي جرى عام 2004.